# Винченцо (телесериал)
«Винченцо» (итал. Vincenzo, кор. 빈센조, Binsenjo) — южнокорейский телесериал 2021 года. В главных ролях: Сон Джунги, Чон Ёбин, Ок Тхэгён, Ким Ёджин и Квак Тонён. Трансляция транслировалась на телеканале tvN с 20 февраля 2021 года по 2 мая 2021 года каждую субботу и воскресенье в 21:00 (корейское время); каждая серия была выпущена на Netflix в Южной Корее и на международном уровне после телетрансляции.

## Сюжет
В возрасте восьми лет Пак Чухён (Сон Джунги) был усыновлен итальянской семьей и уехал жить в Италию. Позже он присоединяется к мафии, и его усыновляет Дон Фабио, глава мафиозной семьи Кассано. Переименованный в «Винченцо Кассано», он становится итальянским юристом, консильери мафии и правой рукой дона Фабио. После смерти Фабио Паоло, биологический сын Фабио и новый лидер семьи Кассано, пытается убить Винченцо.
Затем Винченцо бежит в Сеул и намеревается забрать 1,5 тонны золота из тайника, который он помог построить недавно умершему китайскому магнату в непримечательном месте — под подвалом Кымга Плаза. Однако компания по недвижимости, входящая в состав Babel Group, незаконно стала владельцем здания, и Винченцо должен использовать свои навыки, чтобы вернуть здание и своё состояние.
Среди необычных арендаторов Geumga Plaza — юридическая фирма Jipuragi, которой управляет Хон Ючхан (Ю Джэмён). Сначала Винченцо вступает в конфликт с дочерью Хон Ючхана, Хон Чхаён (Чон Ёбин), адвокатом фирмы-юриста Babel Group, но после смерти отца она меняет сторону и объединяет усилия с Винченцо и другими арендаторами для борьбы с Babel Group.

## В ролях

### В главных ролях
- Сон Джунги — Винченцо Кассано / Пак Чухён

Итальянский юрист и советник мафии корейского происхождения. Он приёмный сын покойного босса семьи Кассано и настоящий владелец Кымга Плаза. Становится иностранным юрисконсультом юридической фирмы Jipuragi, работая с Хон Ча Ён над уничтожением Babel Group и возвращением золота, спрятанного в Кымга.
- Чон Ёбин — Хон Чхаён

Юрист Wusang и дочь Хон Ючхана. Энергичная девушка, склонная слишком остро реагировать. Позже она заменяет своего отца на посту генерального директора юридической фирмы Jipuragi. Она присоединяется к Винченцо в его вендетте против Babel Group.
- Ок Тхэгён — Чан Джуну / Чан Хансок

Стажер в юридической фирме Wusang, работающий под руководством Хон Чхаён в качестве её помощника, а также настоящий председатель Babel Group. Он изображает из себя беспечного, глупого и наивного человека. Однако оказывается истинной силой, стоящей за Babel Group. Является главным антагонистом сериала.
- Ким Ёджин — Чхве Мёнхи

Бывший прокурор, которая уходит из прокуратуры, чтобы присоединиться к юридической фирме Wusang в качестве её нового старшего партнера, и в процессе становится корпоративным посредником и юристом Babel Group. Она кажется добродушной и любит танцевать зумбу, но на самом деле она чрезвычайно коррумпирована и является сообщницей Чан Джуну в его планах.
- Квак Тонён — Чан Хансо

Сводный брат Чан Джуну и внебрачный сын предыдущего председателя, который публично действует как владелец Babel Group вместо своего брата. Он кажется грубым, дерзким и претенциозным, но морально более подготовлен, чем его брат.

### Второстепенные роли

#### Юрфирма Wusang
- Чо Ханчхоль — Хан Сынхёк

Генеральный директор юридической фирмы Wusang. Он вербует Чхве Мёнхи в компанию. В конце концов становится начальником прокуратуры юго-восточного округа Сеула.

#### Кымга Плаза
- Ю Джэмён — Хон Ючхан

Юрист, который был генеральным директором юридической фирмы Jipuragi и председателем комитета по развитию Кымга Плаза. Отец Хон Чхаён. Он считает, что справедливость превыше всего, и никогда не пойдет на компромисс со своими принципами. Был наставником Винченцо, но позже был убит по приказу Чхве Мёнхи, что вдохновило его дочь Хон Чхаён отомстить Babel Group.
- Юн Бёнхи — Нам Джусон

Помощник юриста, работающий в юридической фирме Jipuragi под руководством адвоката Хон Ю Чана, а затем Хон Чхаён. Он бывший специалист по спецэффектам. После смерти Хон Ю Чана он присоединяется к Винченцо и Хон Чхаён в уничтожении Babel Group.
- Чхве Ёнджун — Чо Ёнун

Управляющий Кымга Плаза. Винченцо однажды спас ему жизнь ещё в Милане и, таким образом, он оказался в долгу перед Винченцо. Позже выясняется, что он тайный агент Международной службы безопасности и разведки, но остаётся союзником Винченцо.
- Чхве Докмун — Так Хонсик

Владелец прачечной. Он намеренно портит костюм Винченцо, сделанный на заказ ограниченным тиражом, потому что думал, что он хочет выселить его и других жильцов. Бывший член банды и использует ножницы в качестве оружия.
- Ким Хёнмук — Тото

Владелец итальянского ресторана в Кымга Плаза. Он притворяется, что учился в Италии на повара, и чувствует угрозу со стороны Винченцо, который легко узнает его секрет.
- Ли Ханна — Квак Хису

Владелец закусочной в Кымга Плаза. Она регулярно бьёт своего сына-подростка, который тайно курит. Бывшая боксёрша.
- Ким Сольджин — Ларри Кан

Владелец танцевальной студии в Кымга Плаза. Он помешан на чистоте и ненавидит, когда люди загрязняют его студию.
- Ким Юнхе — Со Мири

Владелец фортепианной школы в Кымга Плаза. Влюблена в Винченцо. Позже выясняется, что она была хакером и разработала систему безопасности хранилища золота. Она чудом избежала покушения и переехала в Кымга Плаза, чтобы присматривать за золотом.
- Ян Гёнвон — Ли Чёльук

Самопровозглашенный мастер боевых искусств и владелец ломбарда на Кымга Плаза. Он часто много говорит об избиении противников, но трусит.
- Со Йехва — Чан Ёнджин

Жена Ли Чёльука. Она ругает мужа, когда он проявляет фальшивую браваду.
- Кан Чхэмин — Ким Ёнхо

Сын Квак Хису. Он часто курит со своими друзьями против воли матери.
- Ли Уджин — Чокха

Настоятель пагоды Наньяк в Кымга Плаза. Он почувствовал сильное присутствие Будды под тем местом, где он обычно сидит, из-за спрятанной под ним золотой статуи Будды. Иногда он даёт Винченцо советы, как справиться с его проблемами и неуверенностью.
- Квон Сыну — Чешин

Монах, помогающий Чокхи. Он близок к другим арендаторам и выступает в качестве советника.

#### Ant Financial Management
- Ким Ёнун — Пак Сокто

Генеральный директор Ant Financial Management, гангстер, работавший на Babel Group. Он отвечал за снос Кымга Плаза, но сам переезжает туда после того, как его чуть не убивает Babel Group, и начинает бизнес под названием ByeBye Balloon. В конце концов он помогает Jipuragi в их борьбе против Babel Group.
- Ли Даль — Чон Сунам

Сотрудник Ant Financial Management, гангстер и заместитель Пак Сокто. Он присоединяется к своему боссу, помогая Jipuragi бороться с Babel Group.
- Чон Джиюн — Ян Джуын

Бухгалтер Ant Financial Management, а затем ByeBye Balloon. Она влюблена в Винченцо и помогает Jipuragi бороться с Babel Group.

#### Международная служба безопасности и разведки
- Лим Чхольсу — Ан Гисок

Руководитель группы итальянского отдела по борьбе с организованной преступностью Международной службы безопасности и разведки. Он работает под прикрытием, чтобы шпионить за Винченцо, став протеже шеф-повара Тото.
- Квон Тхэвон — Тхэ Джонгу

Директор Международного бюро по борьбе с организованной преступностью при Международной службе безопасности и разведки. Сначала он не одобряет план Ан Гисока начать операцию по шпионажу за Винченцо, но в конце концов помогает Гисоку и Jipuragi.

#### Прокуратура юго-восточного округа Сеула
- Со Джинвон — Хван Джинтхэ

Начальник прокуратуры юго-восточного округа Сеула. Бывший босс Чхве Мёнхи. Он получает взятку у Babel Group после того, как его шантажировали.
- Хван Тхэгван — Со Унхо

Заместитель начальника прокуратуры юго-восточного округа Сеула. Убит Чан Хансоком.
- Го Санхо — Чон Ингук

Прокурор прокуратуры юго-восточного округа Сеула. Он работает с Чо Ёнуном, чтобы получить файл Guillotine, и помогает Винченцо сразиться с Babel Group. Позже он предаёт Винченцо и работает на Чан Хансока. Убит Винченцо за предательство.

#### Семья Кассано
- Сальваторе Альфано — Паоло Кассано

Приёмный брат Винченцо Кассано и новый лидер семьи Кассано. Он пытается убить Винченцо из-за обиды, но терпит неудачу, в результате чего Винченцо бежит в Южную Корею. Позже он помогает Чхве Мёнхи и Хан Сынхёку убить и подставить Винченцо, но терпит неудачу.
- Лука Вакер — Лука

Личный водитель и помощник Винченцо Кассано. Он работает на семью Кассано и более верен Винченцо, чем Паоло. Он сообщает Винченцо о текущих делах в Италии.

### Другие
- Юн Богин — О Гёнджа

Бывшая горничная обвиняется в убийстве покойного генерального директора Shinkwang Bank и клиента Хон Ю Чана. Позже выясняется, что она биологическая мать Винченцо Кассано. Убита по приказу Чхве Мёнхи и Чан Хансока.
- Чон Укджин — Ли Сонхо

Один из испытуемых препарата РДУ-90, информатор компании Babel Pharmaceuticals.
- Ли Догук — Хван Гю

Бывший силовик Чхве Мёнхи, а позже силовик Винченцо. Он организовал убийство Хон Ючхана. Раньше работал в разведывательном отделе вооружённых сил Кореи. Позже его убивает Винченцо.
- Ким Тхэхун — Пхё Хёкпхиль

Бывший силовик Чхве Мёнхи, а в настоящее время силовик Винченцо. Он работает под началом Хван Гю. Также работал в разведывательном отделе корейских вооружённых сил. Позже он был убит Чхве Мёнхи после того, как Винченцо бросил его.

### Особые появления
- Чин Сонгю в роли неназванного грабителя №1, водителя такси-лимузина (эпизод 1)
- Ли Хиджун в роли неназванного грабителя № 2 (эпизод 1)
- Чон Сунвон в роли полицейского аэропорта (эпизод 1)
- Ким Джини в роли бывшего клиента (эпизоды 4–5)
- Син Сынхван в роли Со Хёну, коррумпированного адвоката на зарплате в юридической фирме Wusang (эпизод 5).
- Чон Ёнджу в роли женщины, выезжающей из двора (эпизод 5)
- Чха Сунбэ в роли судьи Хо (эпизод 6)
- Ан Чханхван в роли Гилберта, бездомного, ошивающегося возле Кымга Плаза (эпизоды 6–7, 12).
- Ю Ён в роли Ким Ёвон, жены Киль Джонмуна, также возглавляющего Детский онкологический центр университетской больницы Сунвон (эпизод 7).
- Ким Бёнджи в роли тренера молодежной футбольной команды (эпизод 7)
- Ким Сончхоль в роли Хван Минсона, генерального директора Shinkwang Bank, влюблённого в Винченцо (эпизоды 8, 20).
- Лим Чхэмун в роли сотрудника Moomoo Land (эпизод 8)
- Чон Гукхян в роли Со Ёнсон, матери Хван Минсона и председатель Shinkwang Finances (эпизоды 8, 20).
- Никхун и Хван Джансон в главных ролях драмы UCN «Эпоха бродячих и диких собак» (эпизод 12)
- Юн Гёнхо в роли Нам Синбэ, председателя Союза Вавилонского Хранителя (эпизод 13).
- Чон Джино в роли Пак Чханги (эпизод 13)
- Ли Хеджон в роли Чон Дохи, директора галереи Ragusang (эпизоды 14–15).
- Кым Гвансан в роли Кым Гванджина (эпизод 14)
- Чон Джинги в роли О Чонбэ, генеральный директор Daechang Daily (эпизод 15).
- Ли Гынён в роли Пак Сынджуна, кандидата в президенты (эпизод 17).
- Ю Тхэун в роли Ким Соку, секретаря Пак Сынджуна и старшего помощника Хан Сынхёка (эпизоды 17–20).

## Производство
В мае 2020 года режиссёр Ким Хивон и сценарист Пак Чэбом объединились для работы над «Винченцо». В июле 2020 года сообщалось, что Сон Джунги и Чон Ёбин рассматривают предложение сняться в сериале, а Ок Тхэгён был утверждён на роль в актёрском составе. Сон и Чон подтвердили своё участие уже в следующем месяце.
Первое чтение сценария состоялось 5 января 2021 года.
Сериал планировалось частично снять в Италии, но из-за пандемии COVID-19 связанные сцены были дополнены компьютерной графикой.
Премьеры эпизодов № 17 и 18 были отложены на одну неделю из-за того, что производственная группа хотела «улучшить качество» серий.

## Трансляция
| Номер | дата показа     | название |
| ----- | --------------- | -------- |
| 1     | 20 февраля 2021 | Серия 1  |
| 2     | 21 февраля 2021 | Серия 2  |
| 3     | 27 февраля 2021 | Серия 3  |
| 4     | 28 февраля 2021 | Серия 4  |
| 5     | 6 марта 2021    | Серия 5  |
| 6     | 7 марта 2021    | Серия 6  |
| 7     | 13 марта 2021   | Серия 7  |
| 8     | 14 марта 2021   | Серия 8  |
| 9     | 20 марта 2021   | Серия 9  |
| 10    | 21 марта 2021   | Серия 10 |
| 11    | 27 марта 2021   | Серия 11 |
| 12    | 28 марта 2021   | Серия 12 |
| 13    | 3 апреля 2021   | Серия 13 |
| 14    | 4 апреля 2021   | Серия 14 |
| 15    | 10 апреля 2021  | Серия 15 |
| 16    | 11 апреля 2021  | Серия 16 |
| 17    | 24 апреля 2021  | Серия 17 |
| 18    | 25 апреля 2021  | Серия 18 |
| 19    | 1 мая 2021      | Серия 19 |
| 20    | 2 мая 2021      | Серия 20 |